# James Meredith (futbolista)
James Gregory Meredith (Albury, Australia, 5 de abril de 1988) es un exfutbolista y actual entrenador de fútbol australiano. En su etapa como jugador profesional se desempeñaba como defensa. Desde julio de 2022, es miembro del cuerpo técnico del Macarthur F. C., tras retirarse en el mismo equipo.
Su padre era un jugador de squash que ocupaba el tercer lugar en el mundo jugando en Inglaterra. Anteriormente, James salía con la modelo de glamour inglesa Maria Fowler, pero se separaron en 2007.

## Selección nacional
Fue internacional con la selección de Australia en 2 ocasiones. Hizo su debut el 12 de noviembre de 2015 en un partido de eliminatorias para la Copa Mundial de 2018 contra Kirguistán, que finalizó en victoria australiana por 3-0.
El 2 de junio de 2018, el entrenador Bert van Marwijk lo incluyó en la lista de veintitrés jugadores que disputarían la Copa del Mundo de 2018 en Rusia.

### Participaciones en Copas del Mundo
| Mundial                        | Sede  | Resultado      | Partidos | Goles |
| ------------------------------ | ----- | -------------- | -------- | ----- |
| Copa Mundial de Fútbol de 2018 | Rusia | Fase de grupos | 0        | 0     |

## Clubes

### Como jugador
| Club                             | País       | Año       |
| -------------------------------- | ---------- | --------- |
| Derby County F. C.               | Inglaterra | 2006-2007 |
| Cambridge United F. C. (cedido)  | Inglaterra | 2006      |
| Chesterfield F. C. (cedido)      | Inglaterra | 2007      |
| Sligo Rovers F. C.               | Irlanda    | 2007      |
| Shrewsbury Town F. C.            | Inglaterra | 2008-2009 |
| A. F. C. Telford United (cedido) | Inglaterra | 2008-2009 |
| York City F. C.                  | Inglaterra | 2009-2012 |
| Bradford City A. F. C.           | Inglaterra | 2012-2017 |
| Millwall F. C.                   | Inglaterra | 2017-2019 |
| Perth Glory F. C.                | Australia  | 2019-2020 |
| Macarthur F. C.                  | Australia  | 2020-2022 |

### Como entrenador
| Club                        | País      | Año   |
| --------------------------- | --------- | ----- |
| Macarthur F. C. (asistente) | Australia | 2022- |

## Palmarés

### Campeonatos nacionales
| Título    | Club            | País       | Año  |
| --------- | --------------- | ---------- | ---- |
| FA Trophy | York City F. C. | Inglaterra | 2012 |

### Distinciones individuales
| Distinción                                          | Año  |
| --------------------------------------------------- | ---- |
| Parte del equipo del año de la Conference Premier   | 2012 |
| Parte del equipo del año de la League One según PFA | 2017 |